# Konjica
Konjica ili konjaništvo, povijesni rod vojske čiji su pripadnici konjanici. tj. ratnici na konjima (ili ranije u bojnim kočijama). Od najranijih antičkih civilizacija, pa sve do 20. stoljeća nove ere konjica je bila nezamjenjiva komponenta ratovanja i u mnogim bitkama je upravo premoć konjice donosila pobjedu. Konjanici su bili opremani svim vrstama pješačkog oružja i oklopa, a nerijetko su i konji nosili oklope. Kako je posjedovanje i opremanje konja bilo iznimno skupo, samo su bogati slojevi društva mogli služiti vojsku u vidu konjanika. Uz pripadnost konjici dolazio je i povlašteni društveni status, pa i otmjeni stil života. Riječ kavalir dolazi od francuske riječi chevalier (vitez). Zadnja upotreba konjice u borbene svrhe viđena je u Drugom svjetskom ratu, ali je u to doba već bila zastarjela. Konji se ponegdje i danas koriste za izviđanje ili prijevoz tereta, ali konjicu kao borbenu jedinicu istisnuli su oklopna vozila, helikopteri i avioni.

## Razvoj

### Početci
Uzgoj borbenog konja pravi je primjer ranog genetskog inženjeringa. Konj je u čovjeka prvi puta udomaćen otprilike 4500. godine pr. Kr. u Centralnoj Aziji. Već od samog početka za daljnji uzgoj su birani što veći i brži primjerci koji su mogli poslužiti za vuču kola ili nošenje jahača. 
U doba prvih civilizacija poput Sumerana, Hetita ili ranih kineskih dinastija konji su još bili razmjerno slabi za nošenje, ali su već tada mogli brzo vući kočiju s jednim kočijašem. Tako je po prvi puta, u vidu lakih kočija, konjica uvedena u ratovanje. Kočija je isprva korištena samo za transport borca na bojište, ali je uvođenjem većih kola koja je vuklo od dva do četiri konja, te na koju je moglo stati dvoje ili troje ratnika, kočija dobila pravu vojnu upotrebljivost. Jedna kočijaška jedinica sačinjavala je vozača te jednog ili dvojicu strijelaca ili bacača koplja. Sve rane civilizacije poznavale su i primjenjivale kočiju. Najpoznatija bitka u kojoj su kočije odigrale presudnu ulogu bila je ona kod Kadeša 1274. pr. Kr. između Hetitskog i Egipatskog kraljevstva.

### Rana antika
Do 2000. pr. Kr. konji su već bili dovoljno veliki i snažni da ponesu i jahača u boj. Prva takva upotreba zabilježena je u Asiriji. Stari Grci koristili su konjaništvo za izviđanje, a ponekad i koristili laku konjicu. Konjaništvo je malo po malo istisnulo kočiju zbog bolje pokretljivosti i mogućnosti primjene na neravnom i obraslom terenu. Do 500. godine pr. Kr. konji su mogli ponijeti oklopljenog jahača i biti i sami djelomično oklopljeni, tako da je teška konjica u Perziji već bila sastavni dio vojske i vojne taktike.
U Makedoniji u doba kralja Filipa II. konjica je bila sastavni dio bojne mašine poznate pod nazivom makedonska falanga. Dok su teško naoružani pješaci (hopliti) držali neprobojni zid kopalja, konjica je na neprijateljskim krilima brzim udarima nanosila pomutnju u gubitke. Filipov sin Aleksandar III. razvio je konjicu u elitnu skupinu, tzv. kompanjone, kojima je redovito jurišao na čelu. Njegova konjica bila je nadmoćna perzijskoj i donijela mu je prevagu u bitkama kod Isa i Gaugamele protiv perzijskog kralja Darija III.
U doba helenizma po prvi puta su se pojavili katafrakti (cataphracti), oklopljeni konjanici na posve oklopljenim konjima. Oklop konja se sastojao od povezanih metalnih pločica. Katafrakti su djelovali kao udarne ili šok jedinice, koje bi svojim združenim i brzim naletima razbijali prve redove pješaštva, bez obzira na njihova koplja.
Iranski narodi koji su naseljavali Iransku visoravan i središnju Aziju, poput Parta, razvili su i konjičko streličarstvo. Lagano oklopljeni, na brzim konjima služili su kao podrška vojsci iz srednje udaljenosti. Također su predstavljali i tešku lovinu, jer su zahvaljujući partskom hicu (s leđa) mogli nanijeti progoniteljima teške gubitke.
Rimska vojska generala Krasa je na svojoj koži osjetila strahovitu učinkovitost kombinacije katafrakta i konjskih strijelaca. U bitci kod Harana (53. pr. Kr.), partske šok jedinice s lakoćom su razbijale rimsko pješaštvo (zakinuto za podršku vlastite konjice), koje bi potom iz nedohvatljive udaljenosti kosili strijelci na konjima.
Što se pak Rimske Republike tiče, iako tamo konjica uglavnom nije smatrana odlučnom komponentom, ipak su ratnici na konjima imali simboličnu vrijednost i uživali povlašteni status. Cijela klasa rimskih građana imala je ime po vlasništvu nad konjem - equites, a rangirani su bili između patricija i plebejaca. Zaslužnom plebejcu Republika bi dodijelila konja (koji je bio javno dobro) na čuvanje i korištenje. S konjem bi dolazio status equesa i određena politička prava. U ratnoj stvarnosti, međutim, prvobitna rimska konjica nije se mogla mjeriti s konjicama svojih tadašnjih rivala Makedonije, Kartage i Partskog Carstva.

### Rani srednji vijek
Tijekom srednjeg vijeka se nastavlja razvoj konjaništva, što uključuje i uzgoj konja. Konji se uzgajaju za različite korisne karakteristike, poput brzine i okretnosti. Za potrebe teškog konjaništva se uzgajaju sve veći i teži konji koji mogu ponijeti teško oklopljenog ratnika i podnijeti juriš. S početne visine od 1,5 metra, konji postaju sve viši: visine od oko 1,6 metara su zabilježene u visokom srednjem vijeku.

### Kasni srednji vijek
Kasni srednji vijek i rani novi vijek su vrhunac razvoja teškog konjaništva. Konji su sada oko 1,7 metara visine ili viši, te znatno snažniji, što im omogućuje nošenje viteza u punom oklopu, a često i oklopa za samog konja.

### Zalaz konjice
S razvojem modernog naoružanja - automatskih pušaka, bacača granata, tenkova i sl. - upotreba konjice u bojne svrhe gotovo je posve ugasnula. Pojavom taktike ukopavanja u rovove jurišanje na pješaštvo postalo je besmisleno. Isto tako i jurišanje na dobro utvrđene topničke ili strojničke položaje. To se najbolje pokazalo na primjeru legendarnog juriša lake konjice u Krimskom ratu 1854. U drugoj polovici 19. stoljeća najizrazitija upotreba konjice bila je u borbama između američke vojske i američkih Indijanaca.
Posljednji primjeri vežu se za Drugi svjetski rat, ponajprije akcije poljske konjice u njemačkoj invaziji na Poljsku 1939. Iako su mnogi od zabilježenih napada zapravo uspjeli (iznenadni napadi na pješačke jedinice), njemačka i ruska propaganda popratili su ih sa sprdnjom ("konjima protiv tenkova") a ta je stigma ostala i do danas. Međutim upravo na tom području i njemačke i ruske jedinice su, zbog loših cesta, ovisile o konjima kao sredstvu transporta. Svoj doprinos pobijedi nad Wermachtom u SSSR-u dali su i konjički odredi Crvene armije. Posebno učinkoviti bili su udari ruske konjice po snijegu, dok su njemačke motorizirane snage zbog hladnoće bile gotovo nepokretne. Posljednji zabilježeni napad konjice u Drugom svjetskom ratu dogodio se 1942. u Burmi gdje je konjanička jedinica Sikha (na strani britanskog imperija) izginula u napadu na japansko pješaštvo. Mnoge gerilske jedinice koristile su konje u svrhu izviđanja i transporta.
U današnje vrijeme mnoge vojske posjeduju konjičke jedinice isključivo u ceremonijalne svrhe (s izuzetkom jedne indijske brigade). Mnoge aktivne jedinice drugih rodova vojske su nakon konverzije zadržale naziv "konjica" (poput nekih američkih oklopnih i helikopterskih jedinica).

## Načini taktičke primjene

### Izviđanje i veza
Najranija primjena konjice u vojne svrhe je izviđanje neprijateljskog teritorija ili položaja. Iako su upadljiviji od pješačkih izviđača, jahači mogu brzo pokriti veći prostor i lakše pobjeći u slučaju da budu primijećeni.
Konjanici su također korišteni kao glasnici između fronte i pozadine, te između udaljenih jedinica na fronti.

### "Konjičko pješaštvo"
Naziv se odnosi na taktiku u kojoj se konj primjenjuje isključivo kao prijevoz ratnika na položaj, da bi se ovaj potom borio pješke. Unatoč razvoju oružja i vještine ta taktika nije s vremenom izumrla. U svakom periodu postojale su jedinice s takvom svrhom. Draguni su započeli kao konjaničko pješaštvo, da bi se kasnije razvili u tip lake konjice.

### Streličari i bacači koplja
Antička i srednjovjekovna taktika ispaljivanja projektila (koplja ili strelice) na neprijateljski položaj izvodila se na više načina. Najprostiji način bio bi neorganizirano približavanje neprijatelju na dovoljan domet, ispaljivanje, te bijeg od eventualnih protivničkih projektila. Organizirana varijanta zvala se kantabrijski krug, u kojemu bi cijela jedinica jahala u krugu kojim bi se konjanici naizmjence približavali i udaljavali od neprijatelja, te ispaljivali kontinuiranu salvu projektila. U svrhu borbe protiv konjice razvijen je tzv. partski hitac u kojem bi bježeća jedinica streličara unatraške ispalila salvu strelica na progonitelje.
Streličari i bacači koplja često su bili opremljeni lakim mačevima čime su se, nakon što bi im ponestalo streljiva, pretvarali u laku konjicu.

### Laka i teška konjica
Pojam laka konjica odnosi se na konjanike naoružane lakim sabljama ili kraćim kopljima, te zaštićene štitom i eventualno nekom vrstom prsnog oklopa. Zbog takve kombinacije opreme izuzetno je brza i pokretljiva. Svrha lake konjice je uništavanje protivničkih strijelaca, borba protiv neprijateljske lake i streljačke konjice, te potjera za neprijateljskim pješaštvom u bijegu.
Teška konjica najčešće je oboružana većim kopljima i dužim mačevima, a jahač je uglavnom potpuno oklopljen i nosi teški štit. Svrha teške konjice je borba protiv neprijateljske konjice, te napad na pješake na krilima ili straga. Ponekad se njihova svrha i naziv izjednačavaju s onima šok jedinica.

### Šok jedinica
Šok jedinica spada u supertešku konjicu. I konjanik i konj su posve oklopljeni. Konjanik je naoružan teškim kopljem, te nekim dodatnim naoružanjem, poput mača, dvostruke sjekire i sl. Također nosi teški štit. Svrha šok jedinica je da razbijaju pješačke formacije, odnosno da naprave razmak u zidu kopalja u koji bi potom mogli ući i djelovati pješaci. Da bi se to postiglo najčešće je primjenjivana klin formacija u jurišu.